# Cantique de Jean Racine
Pour l’article homonyme, voir Cantique de Jean Racine de Bonis.
Le Cantique de Jean Racine, op. 11, est une pièce vocale composée en 1865 par Gabriel Fauré, alors âgé de 19 ans. Écrite pour chœur (soprano, alto, ténor et basse) avec orgue ou piano, cette pièce se situe dans la tonalité de ré bémol majeur. 
Après une introduction jouée à l'orgue (ou au piano), le chœur entre pupitre par pupitre. À la quarantième mesure, après un pont instrumental, une partie centrale modulante intervient en la bémol majeur (puis si bémol mineur), où l'œuvre atteint son plus haut niveau expressif. Par un retour lent et solennel, la pièce évolue ensuite vers son caractère initial mais transfiguré.
Il existe une version pour chœur, harmonium et quintette à cordes (1866) et une version pour chœur et orchestre (1906).
Dédiée à César Franck, la partition obtint le premier prix de composition au concours de sortie de l'École Niedermeyer de Paris, dont Fauré était élève.

## Texte

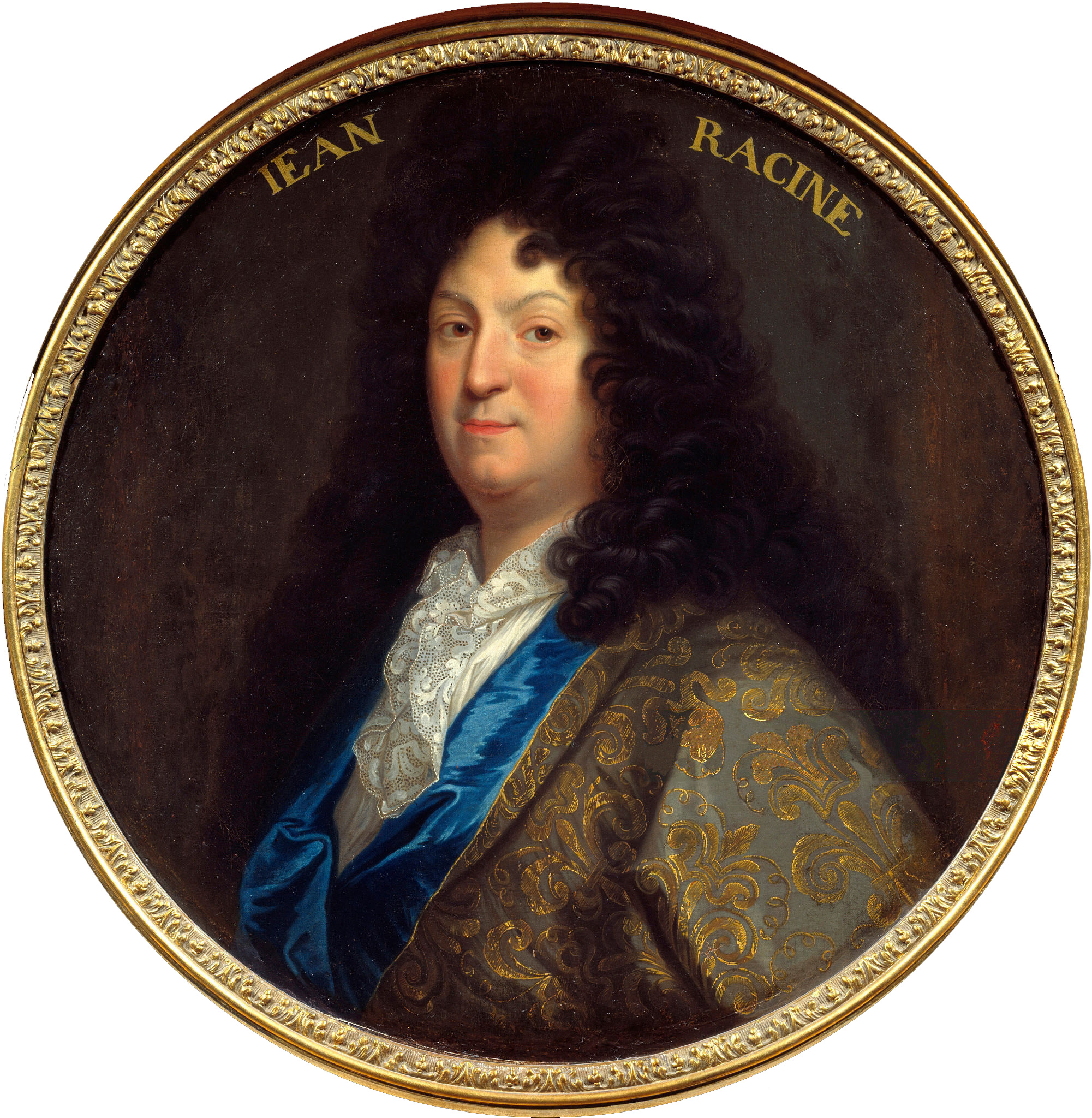
Jean Racine, d'après Jean-Baptiste Santerre.

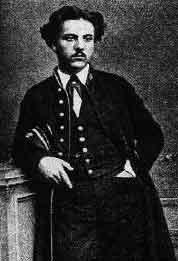
Gabriel Fauré (1860).

Le texte de Jean Racine (1639-1699) est une paraphrase (dans un sens non péjoratif : les paraphrases sont, au XVIIe siècle, des « transpositions libres » plutôt que de « traductions exactes » de textes religieux, notamment des hymnes), de l'hymne Consors paterni luminis datant du IVe siècle. Attribuée à Ambroise de Milan, Père de l'Eglise, cette hymne religieuse était chantée au début des matines (ou vigiles) de la férie tierce (c'est-à-dire du mardi). 
Le texte utilisé par Gabriel Fauré serait une version remaniée par Louis Racine, fils de Jean Racine : 
Verbe égal au Très-Haut, notre unique espérance,
Jour éternel de la terre et des cieux,
De la paisible nuit nous rompons le silence :
Divin Sauveur, jette sur nous les yeux.
Répands sur nous le feu de Ta grâce puissante ;
Que tout l'enfer fuie au son de Ta voix ;
Dissipe le sommeil d'une âme languissante
Qui la conduit à l'oubli de Tes lois !
Ô Christ ! sois favorable à ce peuple fidèle,
Pour Te bénir maintenant rassemblé ;
Reçois les chants qu'il offre à Ta gloire immortelle,
Et de Tes dons qu'il retourne comblé.

## Consors paterni luminis
Le texte latin est le suivant :
Consors paterni luminis,
Lux ipse lucis et dies,
Noctem canendo rumpimus:
Assiste postulantibus.
Aufer tenebras mentium,
Fuga catervas dæmonum,
Expelle somnolentiam
Ne pigritantes obruat.
Sic, Christe, nobis omnibus
Indulgeas credentibus,
Ut prosit exorantibus
Quod præcinentes psallimus.
Sit, Christe, rex piissime,
Tibi Patrique gloria
Cum Spiritu Paraclito
In sempiterna sæcula.
Amen.
Le dernier couplet (ou doxologie) présente la variante suivante:
Praesta, Pater Piissime,
Patrique, compar Unice,
Cum Spiritu Paraclito
Regnans per omne sæculum.
Amen.

## Description
On peut percevoir dans la paraphrase française un jansénisme latent : la paternité divine n'est pas mentionnée explicitement chez Racine alors que l'original en parle deux fois. Là où l'hymne exhorte le croyant à se réveiller au cœur de la nuit pour prier et chasser la pesanteur d'un sommeil pouvant mener à l'acédie, Jean Racine y voit le poids du péché. Enfin, si la lumière baigne la première strophe latine, écho du lumen de lumine du Credo, le texte français n'évoque que le jour éternel. Ces différences font ressentir un salut moins proche et un Dieu plus lointain dans la bouche de l'auteur du XVIIe siècle que dans l'original paléochrétien (IVe siècle après Jésus-Christ).

## Postérité
Le Cantique de Jean Racine est l'une des œuvres interprétées à Nice le 14 juillet 2017 lors de l'hommage aux 86 victimes de l'attentat du 14 juillet 2016 à Nice.
Mel Bonis a composé une œuvre portant le même titre, mais sur un texte différent.